# Nguyễn Văn Chiến (Bắc Ninh)
Nguyễn Văn Chiến (sinh ngày 2 tháng 3 năm 1957) tại xã Đình Tổ, huyện Thuận Thành, tỉnh Bắc Ninh là hiệu trưởng Trường Chính trị Nguyễn Văn Cừ, đại biểu Quốc hội Việt Nam khóa 13, thuộc đoàn đại biểu Bắc Ninh.. 

## Xuất thân
Nguyễn Văn Chiến sinh ngày 2 tháng 3 năm 1957, người dân tộc Kinh, không theo tôn giáo nào. Ông có quê quán ở tại xã Đình Tổ, huyện Thuận Thành, tỉnh Bắc Ninh.

## Giáo dục
Ông có bằng Cử nhân Luật, Trung học Sư phạm và bằng Cao cấp lý luận chính trị.

## Sự nghiệp
Ngày 16/8/1982, ông gia nhập Đảng Cộng sản Việt Nam.
Ông từng là đại biểu Quốc hội Việt Nam khóa 12 nhiệm kì 2007-2011.
Từ 2011 đến 2016, ông là đại biểu Quốc hội Việt Nam khóa 13, thuộc đoàn đại biểu Bắc Ninh, đồng thời là Tỉnh ủy viên; Phó Trưởng Đoàn chuyên trách Đoàn đại biểu Quốc hội khóa XIII tỉnh Bắc Ninh, Ủy viên Uỷ ban Pháp luật của Quốc hội khóa 13, làm việc ở Văn phòng Đoàn ĐBQH và HĐND tỉnh Bắc Ninh.